# Symphanactis hetaera
Symphanactis hetaera är en fjärilsart som beskrevs av Edward Meyrick 1914. Symphanactis hetaera ingår i släktet Symphanactis och familjen stävmalar. Inga underarter finns listade i Catalogue of Life.